# Корунка, Вацлав
Ва́цлав Ко́рунка (чеш. Václav Korunka; род. 24 декабря 1965, Йилемнице, Восточночешский край) — чехословацкий и чешский лыжник, призёр Олимпийских игр и чемпионата мира.

## Карьера
В Кубке мира Корунка дебютировал в 1987 году, в январе 1991 года впервые попал в тройку лучших на этапе Кубка мира. Всего имеет на своём счету 3 попадания в тройку лучших на этапах Кубка мира. Лучшим достижением Корунки в общем итоговом зачёте Кубка мира является 11-е место в сезоне 1992/93.
На Олимпийских играх 1988 года в Калгари, завоевал бронзу в эстафетной гонке, кроме того занял 28-е место в гонке на 15 км классикой.
На Олимпийских играх 1992 года в Альбервиле, был 7-м в эстафете, 17-м в гонке на 10 км классикой, 14-м в гонке преследования и 13-м в гонке на 50 км коньком.
На Олимпийских играх 1994 года в Лиллехаммере, стартовал в трёх гонках, эстафета — 8-е место, 10 км классикой — 59-е место, гонка преследования — 37-е место.
За свою карьеру принимал участие в шести чемпионатах мира, на чемпионате мира-1989 завоевал бронзу в эстафете, в личных гонках лучший результат — 8-е место в гонке на 15 км классикой на том же чемпионате.